# Dormán
A Dormán  név eredete: Besenyő eredetű régi magyar név. Pontos jelentése nem ismert, de az bizonyos, hogy a (meg)áll jelentésű ótörök szó rejlik benne.

## Gyakorisága
Az 1990-es években szórványos név, a 2000-es években nem szerepel a 100 leggyakoribb férfinév között.

## Névnapok
- január 22.[2]
- november 30.[2]